# پائول کازنلسون
پائول کازنلسون (به انگلیسی:Paul Kaznelson) دانشمند خون‌شناس متولد لهستان با اصالت جمهوری چک ربود. وی کاشف بیماری اریتروبلاستوپنی بود و همچنین مشارکت‌هایی در کشف طحال‌برداری و پورپورای ناشناس کاهش پلاکت انجام داد.
بیشتر کارهای آکادمیکی وی در طی دهه‌های ۱۹۲۰ تا ۱۹۳۰ انجام شدند هنگامی که وی در دانشگاه کارلف مشغول به کار بود.